# Fira Verd de Carme
Fira Verd és una fira relacionada amb la floristeria, l'artesania i el medi natural, que se celebra des de 1998 cada segon diumenge de maig al poble de Carme (Anoia).
Ofereix una mostra de flors de temporada i materials complementaris relacionats amb la jardineria, amb participants i expositors que venen de tota la comarca. Els visitants hi troben planters, arbres i flors i també un repertori de diverses activitats relacionades amb la natura o els productes naturals, com ara tallers de destil·lació i de cistelleria o anellament científic d'ocells i també, per al més petits, tallers d'ornitologia i de construcció de caixes niu.
Des del 2008 s'acompanya d'una Mostra d'artesania i antics oficis, que ofereix productes naturals, ecològics i de proximitat, com ara embotits, plantes medicinals, ungüents, mel o licors, dona a conèixer activitats tradicionals del bosc i la natura, com ara l'elaboració de ruscos i l'extracció de mel, i inclou demostracions dels antics oficis de filadores de fus manual i de roda mecànica, trementinaires, cistellaires, teixidores, espardenyers, vitrallers o torners de la fusta.
La festa es completa amb xerrades i exposicions, un Concurs de Pintura Ràpida i un Concurs infantil de Dibuix.